# Дичков (Орловская область)
Дичков — посёлок в Болховском районе Орловской области. Входит в состав Однолуцкого сельского поселения. Население — 8 чел. (2010).

## География
Посёлок находится в северной части Орловской области, в лесостепной зоне, в пределах центральной части Среднерусской возвышенности. Расположен около ручья Березуй.
Уличная сеть представлена одним объектом: Раздольная улица.
Географическое положение: в 7 километрах от районного центра — города Болхов, в 49 километрах от областного центра — города Орёл и в 280 километрах от столицы — Москвы.
Часовой пояс
Посёлок Дичков, как и вся Орловская область, находится в часовой зоне МСК (московское время). Смещение применяемого времени относительно UTC составляет +3:00.

## Население
| 2010 |
| ---- |
| 8    |

## Инфраструктура
Рядом с посёлком проходит автодорога 54К-1.